# 李學詩 (萬曆進士)
李學詩（1548年—？年），字可言，四川成都府成都縣人，四川成都左護衛官籍，明朝政治人物。

## 生平
十一月二十六日生，治《詩經》，萬曆元年（1573年）由縣學生中式萬曆元年（1573年）癸酉科四川鄉試第二十九名舉人，萬曆二年（1574年）聯捷甲戌科第三甲第一百五十六名進士。官至山東濟南府知府。

## 家族
曾祖李典；祖李志洪；父李鸞；前母吳氏；胡氏；繼母孟氏。具慶下，妻周氏。
行二，兄學易，弟學書。